# Brasão de Embu das Artes
O Brasão de armas da cidade de Embu das Artes foi instituído em 19 de novembro de 1962, pela lei N°130.
Tem as cores verde, amarelo e vermelho em faixas transversais, com o brasão de armas do município no centro.